# Philippe Manière
Pour les articles homonymes, voir Manière.
 (juillet 2013).
Si vous disposez d'ouvrages ou d'articles de référence ou si vous connaissez des sites web de qualité traitant du thème abordé ici, merci de compléter l'article en donnant les références utiles à sa vérifiabilité et en les liant à la section « Notes et références ».
Philippe Manière, né le 15 novembre 1961 à Dijon (Côte-d'Or), chef d'entreprise et spécialiste de communication stratégique, est le président du cabinet Vae Solis Communications issu de la fusion en janvier 2020 de Vae Solis Corporate et de Footprint > consultants dont il avait été le fondateur en 2009. Il a auparavant été journaliste pendant vingt ans, puis lobbyiste libéral en tant que directeur général du laboratoire d'idées Institut Montaigne pendant cinq ans. Il est aussi l'auteur de plusieurs essais, et intervient régulièrement dans les médias.

## Biographie

### Journaliste
Enfant de cadre dijonnais, diplômé de l'ESSEC et titulaire d'une maîtrise en droit des affaires de l'université Paris II-Panthéon-Assas, Philippe Manière commence sa carrière de journaliste en 1984 en tant que responsable de la rubrique Finances au Quotidien de Paris puis, à partir de 1989, il prend en charge la rubrique Argent du Nouvel Économiste et la couverture de la Bourse de Paris à Europe 1.
Il entre en 1990 à la rédaction du Point en tant que journaliste, puis en tant qu'éditorialiste économique (1992-2001) et rédacteur en chef adjoint (1994-1995) puis en chef (1995-2001). Il est alors également responsable de l'édition Affaires du Point réalisée avec Business Week. Il anime les Mardis de l'ESSEC de 1995 à 2001. Durant cette période, il propose durant une saison une chronique économique quotidienne sur Europe 1 en 1997.
De 1994 à 1996, il participe au programme Young leaders de la Fondation franco-américaine. En 1999, il bénéficie d'une bourse de la Woodrow Wilson Foundation lui permettant d'effectuer un séjour à Grinnell College (Iowa) et, en 2001, il est sélectionné pour un mois de résidence au centre de Bellagio (Italie) de la Rockefeller Foundation.
En 2001, il devient directeur de la rédaction de La Lettre de l'Expansion et rédacteur en chef à L'Expansion tout en dirigeant le Club de l'Expansion à partir de 2002.

### L'Institut Montaigne
Philippe Manière quitte la presse en mai 2004 pour devenir le directeur général de l’Institut Montaigne, un laboratoire d’idées créé et présidé par Claude Bébéar. Il le dirige durant 5 ans avant d'en quitter la direction le 5 janvier 2009.
Il continue cependant, pendant cette période, de tenir différentes chroniques de politiques publiques : de 2004 à 2008 dans Enjeux-Les Échos, puis dans Marianne de 2008 à 2009, et il anime, entre 2003 et 2007, Les Grands Débats sur la radio BFM le mardi matin avec une formule originale : que proposent la droite et la gauche pour tel ou tel problème en vue de la campagne présidentielle et législative en 2007 ? ; comment font les étrangers face au problème soulevé ? Les émissions font appel à des acteurs de droite et de gauche ainsi qu'à des experts français ou étrangers. Cette émission se fait en collaboration avec l'Institut Montaigne. S'il cesse d'animer sur BFM Les Grands Débats en 2004, il continue d'intervenir jusqu'en 2010 sur cette même radio en tant que fondateur de Footprint > Consultants, sous la forme d'une chronique quotidienne dans la tranche Good morning business! animée par Stéphane Soumier[réf. souhaitée].
Il est ou a été membre de la commission Pochard sur la modernisation de la condition enseignante (2007-2008), de la commission économique de la Nation (depuis 2007), et de la commission Philip sur les nouveaux partenariats Universités-Grandes écoles (2008). Il siège au conseil d'administration d'Aspen France (depuis 2017)[réf. souhaitée] et a été administrateur de la French-American Foundation-France et de Humanity in Action France[réf. souhaitée]. Il a également été membre de la Commission économique de la Nation durant huit ans[réf. souhaitée].

### Footprint > consultants
Après son départ de l'Institut Montaigne, Philippe Manière fonde l'entreprise de communication et de stratégie Footprint > consultants qui se donne pour mission de « fournir à ses clients une gamme de services leur permettant d'optimiser leur empreinte (“footprint”) stratégique et médiatique, autrement dit de marquer intensément de leur présence leur univers concurrentiel ainsi que l'espace public. » Celle-ci fusionne début 2020 avec Vae Solis Corporate pour devenir Vae Solis Communications. 
En 2010, il devient pour une saison chroniqueur sur Europe 1 dans Le duel, un module quotidien diffusé dans la tranche de Nicolas Demorand. Demars 2011 à 2016, il tient une chronique bimensuelle dans L'Express. Il devient ensuite éditorialiste invité dans Challenges. Il a participé toutes les semaines au Duel de l'Éco, sur France 24, avec Bernard Maris  durant quatre ans. Il a tenu, entre août 2012 et juin 2016, une chronique, « Les idées claires de » puis « Le monde selon » Philippe Manière, chaque mardi dans Les Matins de France Culture. Il participe régulièrement à L'Esprit public sur France Culture et à diverses émissions de radio et de télévision, en particulier sur Arte, France 24 et BFM Business .

### Décoration
- 2008 : chevalier de la Légion d'honneur[3]

## Ouvrages
- De la pression fiscale en général et de notre porte-monnaie en particulier, Plon, 1996
- L’Aveuglement français : le libéralisme contre la régression sociale, Stock, 1998, préface de Jean-François Revel  (ISBN 2-234-04899-0)
- Marx à la corbeille, Stock, 1999
- La Vengeance du peuple, Plon, 2002
- Ils vont tuer le capitalisme !, en collaboration avec Claude Bébéar, Plon, 2003
- Le Pays où la vie est plus dure, Grasset, 2012
- Le Pangolin et l'ISF - Comment le "monde d'après" nous rend tous fous, Éditions de l'Observatoire, 2020

## Prix
- Prix du livre libéral 1998[4].
- Prix Zerilli-Marimo 2012 de l'Académie des sciences morales et politiques pour l’ensemble de son œuvre.